# Congregation of the Damned
Congregation of the Damned es el quinto álbum de estudio de la banda americana de metalcore llamada Atreyu, lanzado en el sello Hollywood Records el 27 de octubre de 2009.

## Canciones y grabación
Para Congregation of the Damned, Atreyu expresó un interés en regresar a su estilo "hardcore heavy", luego de su álbum anterior Lead Sails Paper Anchor.
Comparando el nuevo álbum con Lead Sails, el baterista Brandon Saller dijo que "había partes de 'Atreyu' perdidas y las necesitabamos de vuelta, así que las trajimos de vuelta." También quería decir que la banda había estado "reflejando en que tan lejos habíamos llegado y de dónde veníamos. Es un paso adelante a un nuevo territorio, pero teniendo con nosotros lo mejor de dónde hemos estado." Similarmente, el cantante Alex Varkatzas dijo que el disco es "una mezcla de todo que hemos hecho. Por cada canción son más melódicas o roqueras, y creo que eso es lo que nos hace una banda bien redondeada."
El álbum fue producido por Bob Marlette, quién previamente había trabajado con artistas cómo Ozzy Osbourne y Airbourne, cómo también con System of A Down y Rage Against the Machine.

## Temas
Hablando sobre lírica, Alex Varkatzas dijo que desde "la músca es más pesada", estuvo disponible "en escribir canciones más oscuras." Llegó a afirmar que el material "personal" abarca temas cómo "la duda" y el "auto-odio", y dijo que "no estoy cantando sobre cosas oscursas para promocionarlo, estoy cantando así no me vuelto loco. Es pura catarsis. Hago música así no me vuelvo loco." En el tema de las letras, Brandon Saller, dijo que "muchas de ellas están en una línea similar" sobre el álbum del 2004, The Curse, pero sin "las cosas vampíricas."
En el objetivo del álbum del título, Varkatzas dijo:

Escribí la línea "congregation of the damned" por una de las canciones del álbum y me puso a pensar. Se sentía cómo un montón de maneras que nosotros, miembros de la sociedad, sólo se reúnen y colectivamente se joroban. Cuando te preguntas cómo va en nuestra economía y cómo otras personas se tratan entre sí, es como que todos somos lemmings.  Estamos alineados sin comprender mirando ciegamente en nada y sólo va junto con el flujo como una congregación de condenados. Así que este disco realmente refleja mis pensamientos y sentimientos acerca de ello en todas las maneras posibles.

## Listado de canciones
1. "Stop! Before It's Too Late and We've Destroyed It All" – 3:52
2. "Bleeding Is a Luxury" – 3:32
3. "Congregation of the Damned" – 3:30
4. "Coffin Nails" – 3:22
5. "Black Days Begin" – 3:54
6. "Gallows" – 3:28
7. "Storm to Pass" – 3:47
8. "You Were the King, Now You're Unconscious" – 5:08
9. "Insatiable" – 4:00
10. "So Wrong" – 3:20
11. "Ravenous" – 3:07
12. "Lonely" – 3:40
13. "Wait for You" – 4:01

Los mejores bonus tracks[cita requerida]
1. "We Are the Living Dead" – 3:45
2. "Bravery" – 3:43

Bonus track japonés[cita requerida]
1. "Another Night (Wishing I Wasn't Here)" - 4:16